# Stamnodes ditissima
Stamnodes ditissima is een vlinder uit de familie van de spanners (Geometridae). De wetenschappelijke naam van de soort is voor het eerst geldig gepubliceerd in 1904 door Thierry-Mieg.